# 龍山轟炸事件
龍山轟炸事件，是美國空軍在朝鮮戰爭中在首爾龍山區進行的一次轟炸行動。
1950年7月16日，美國第五航空隊約50架B-29轟炸了首爾龍山。B-29在龍山區後面的交匯站和武器庫投下炸彈，以減緩朝鮮軍隊的進攻; 然而，一些炸彈誤炸了民用設施。大約1,587名居民被殺，占平民傷亡總數的58.6％。韓國真相與和解委員會拒絕對此事件進行調查，稱這起爆炸是必需的軍事行動。